# 11970 Palitzsch
11970 Palitzsch eller 1994 TD är en asteroid i huvudbältet som upptäcktes den 4 oktober 1994 av de båda italienska astronomerna Pierangelo Ghezzi och Piero Sicoli vid Sormano-observatoriet. Den är uppkallad efter den tyske amatörastronomen Johann Georg Palitzsch.
Asteroiden har en diameter på ungefär 9 kilometer.